# Peça de Mistério de um convertido (Elche)
O Mistério de Elche  ou Mistério de um convertido; em castelhano: Misterio de Elche  es ), é um drama litúrgico da Idade Média que recria a Dormição e a Assunção da Bem-Aventurada Virgem Maria .
A peça Mistíca é encenada em dois atos, feita anualmente nos dias 14 e 15 de agosto na Basílica de Santa María, na cidade de Elche . Em 2001, a UNESCO a declarou uma das Obras-Primas do Patrimônio Oral e Imaterial da Humanidade, em 2008, a inscreveu em sua Lista Representativa.

## Origem
Existem duas histórias sobre a data de criação dos Misteri d'Elx . A versão mais antiga, de sua origem é no século XIII, foi apresentada por Cristobal Sanz em sua história da cidade de Elx, escrita no início do século XVII. Após confessar que não conseguia provar sua história, ele propôs que os primeiros habitantes da cidade celebraram em 1276. Acrescentando uma versão mais antiga. Após a conquista da cidade por Jaime I, o Conquistador, em 1265, os habitantes da cidade conceberam a ideia de uma peça mistíca no dia em que a cidade foi retomada dos mouros. 
Em 1717, José Antón, Procurador-Geral do Marquesado de Elche, adicionou elementos milagrosos a teoria de sua criação: a chegada de uma arca misteriosa às praias de Elche em maio de 1266. A caixa misteriosa continha a imagem da Virgem da Assunção, essa imagem permanece consagrada na Basílica, e a Consueta, um documento contendo o roteiro e a música da peça. Essa história foi mantida em parte para desculpar um possível erro do compositor, Óscar Esplá (1886–1976), que afirmou que, em 1924, lhe foi mostrada uma carta de 1266 autorizando a peça. Essa carta foi supostamente preservada no Arquivo Municipal de Elche, apesar de nunca ter sido vista ou citada desde então. O trabalho realizado por Esplá e sua importância como compositor reviveram a teoria da origem da peça no século XIII.
Desde o final do século XIX, quando os historiadores chegaram a Elche e estudaram a peça, a data de sua composição foi definida como terminus ante quem, (Limite para a data que algo foi construído/descoberto) por volta da virada do século XV. Atualmente, a maioria dos estudiosos de diversas disciplinas (literatura, teatro, música, linguística, iconografia etc.) concorda com uma data de composição da segunda metade do século XV, sem enfatizar quaisquer precedentes existentes na cidade.

## Peça
A peça é encenada inteiramente dentro da Basílica, e o palco é composto por diversas áreas: Nave, Presbitério e até mezanino são utilizados. 

### O céu
A grande flor, localizado no anel da cúpula da Basílica tem a função dupla de representar o céu e ocultar mecanismos para a subida e descida de dispositivos aéreos de palco. É possivelmente tão antigo quanto a peça, visto que indicações de palco datadas de 1530 já parecem indicar a presença de mecanismos de elevação.
Atuando como um divisor entre as ações celestes e terrenas, e possui um visor voltado para o coro, chamado de "Porta para o Céu". A Porta é uma abertura quadrada que se abre e fecha três vezes durante a peça para permitir a entrada de dispositivos aéreos no palco.

### La Magrana

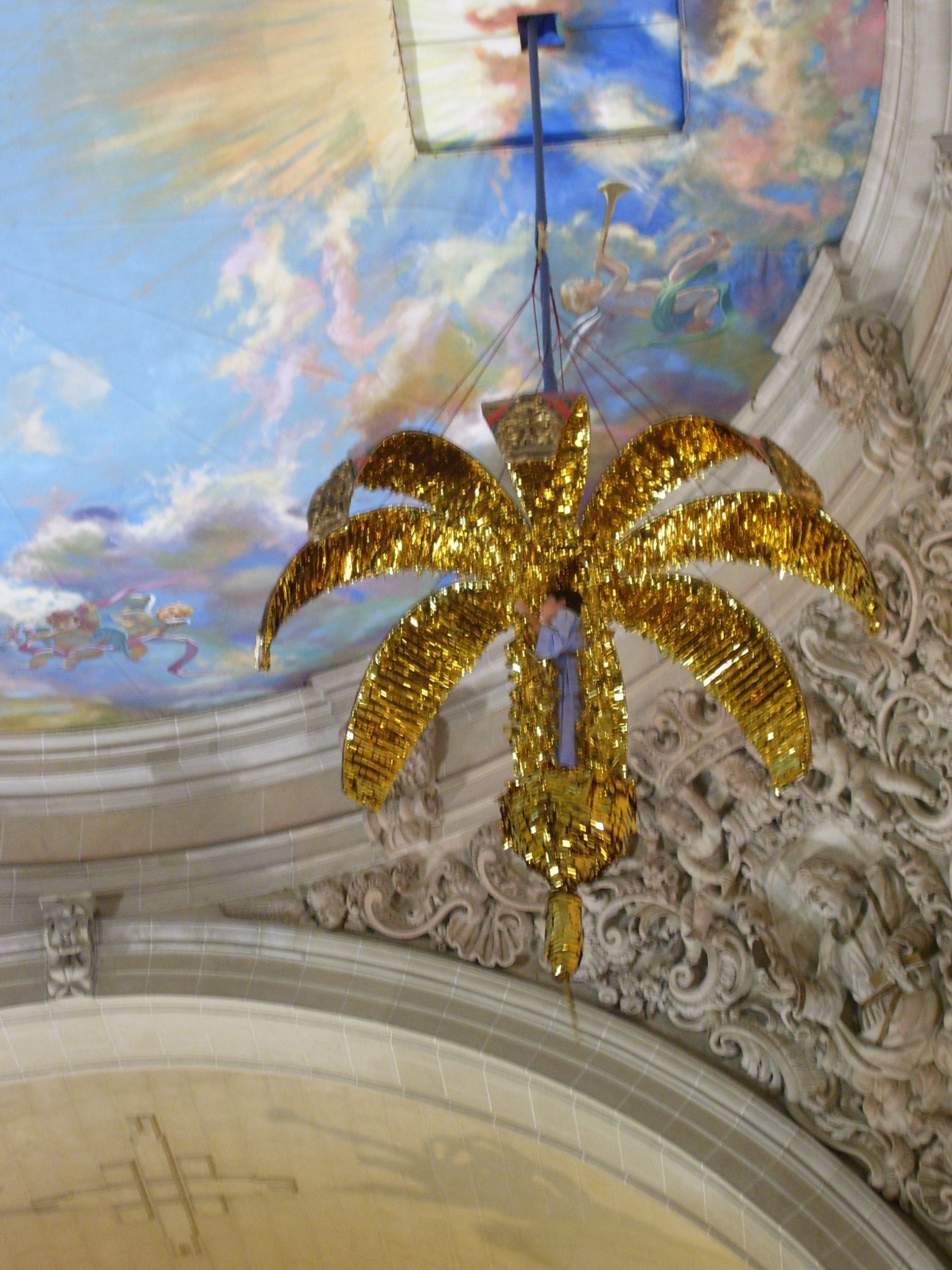
La Magrana no meio da Porta do Céu durante La Vespra.

Este dispositivo aéreo, chamado la magrana ("a romã "), transporta o primeiro anjo que entrega a folha de palmeira dourada a Maria e lhe mostra o caminho para o Céu. Em sua forma atual, o dispositivo data da segunda metade do século XVI. Tanto sua estrutura quanto seu nome lembram mecanismos usados na Espanha, como caixas, globos e esferas armilares. 
Até recentemente, o termo "romã" era considerado bastante moderno, enquanto o termo "nuvem" era considerado mais antigo e correto. Acreditava-se que isso se devia à suposta mudança de cor do dispositivo, de um azul mais antigo para vermelho. Pesquisas modernas, no entanto, sugerem que o nome já era usado no século XVI, possivelmente porque o dispositivo atual, mais compacto e resistente, substituiu uma estrutura menos substancial feita de algodão, papel ou tecido. Embora atualmente o objeto seja de cor dourada, mantém a tradição da nomeclatura moderna. 

### OAraceli
O Araceli é o segundo dispositivo aéreo a aparecer em cena, aparecendo duas vezes durante a peça. A primeira vez quando cinco anjos que levam a alma de Maria (na forma de uma estatueta) ao Céu; quatro dos anjos cantam enquanto o anjo central (geralmente um padre ) carrega o espírito da Virgem. Eles aparecem aos Apóstolos, que organizam uma procissão para enterrar seu corpo. Sua segunda aparição é no grand finale, onde o quinto anjo com a alma de Maria é substituído pela estátua de Maria. Esta imagem (Da cena anterior) é levada ao Céu e coroada pela Santíssima Trindade na metade de sua ascensão.
O Araceli não é exclusivo da peça. É semelhante a esculturas feitas no final do século XV e início do século XVI.

### Cadafalso
Esta é a plataforma sobre a qual grande parte do drama se desenrola. De formato aproximadamente quadrado e revestida de madeira, ela é elevada para ocultar uma cavidade abaixo, na qual descem alguns dispositivos aéreos, onde os atores trocam de figurino ou desaparecem. Ela está localizada sob a cúpula e o Céu, mas se estende em parte até o coro para conectar o Sepulcro com o eixo da Porta do Céu.
Em Elche, o Cadafalso é, nas palavras de Quirante Santacruz, “o espaço de Maria, que contém os lugares que lhe são exclusivamente próprios, a sua casa e o seu túmulo. Aqui, a Virgem vivencia todo o processo de sacralização e glorificação que a obra encerra; é o único lugar onde convivem personagens celestiais e pessoas terrenas”.
O termo “ cadafalso ” aparece nos primeiros relatos de peças de mistério encenadas dentro de igrejas com um significado invariável: um estrado ou plataforma onde a ação dramática acontece.

### O Corredor
Esta é a grande rampa construída na nave principal da Basílica. Ela se eleva da porta principal para o Cadafalso ; dois pequenos vãos de cada lado, no ponto onde se junta a este último, oferecem assentos para três organizadores leigos e o padre que supervisiona a peça.
Sua importância é em grande parte simbólica, principalmente por ser o único elemento físico que transforma toda a igreja em uma estrutura para ações dramáticas. Em segundo lugar, a passarela é o caminho que permite a comunicação entre o terreno e o divino, e representa o caminho espiritual que todos percorrem.
Durante a peça, A jovem atriz que interpreta Maria também percorre este caminho, da porta da Basílica até o Cadafal, simbolizando a realização total da Virgem ao ideal cristão de unidade com Cristo por meio de sua Paixão . Durante o caminho dela pela nave, algumas paradas são feitas onde ressoa parte dos cânticos. 

## Música
A música da peça está contida na Consueta, uma Aglutinação das palavras Consuetudine e Ordinatio . Os manuscritos das cerimônias litúrgicas, que contêm anotações preciosas sobre instruções de palco, dispositivos e a partitura musical, datam de 1625. 

## Apresentações

### Normal
O dia 14 de agosto é o dia em que se realiza o primeiro ato, conhecido como La Vesprà (A Vigília). Por ser a Vigília da Assunção, narra as horas finais e a Dormição da Virgem, quando sua alma é levada ao Céu e seu corpo  é cercado pelos Apóstolos que permanecem em luto e oração.
No dia 15 de agosto, acontece o segundo ato, conhecido como La Festa (A festa). O tema central é o sepultamento, a Assunção e a Coroação da Virgem como Rainha dos céus e da Terra. Começa com El Soterrar (O enterro). Acontece nas ruas em frente à Basílica com uma procissão da imagem da Virgem morta, os demais atores e bandas tocando músicas de La Festa.

#### Preparativos
Nas semanas que antecedem a realização do Misteri, ocorrem vários eventos preparatórios.
No dia 6 de agosto, na Sala Cívica do Conselho, acontece a prova de veus (prova de vozes) para selecionar os cantores dos Misteri . Isso demonstra que a Câmara Municipal de Elche, e não a Igreja, apoia financeiramente a peça.
Às 18h do dia 10 de agosto, La prova de l'àngel ("o teste do anjo") acontece dentro da Basílica. É nesse momento que os organizadores identificam crianças resistentes à tontura e, portanto, aptas a descer e subir nos dispositivos do palco aéreo.

### Extraordinário
De 11 a 13 de agosto, acontecem os chamados Assajos gerais ou representações extraordinárias, como ensaios para o evento propriamente dito.

## Antissemitismo
A peça foi criticada por suas representações negativas e cruelmente medievais dos judeus . O crítico David Nirenberg questionou se os patrocinadores deveriam remover o material problemático, como fizeram os atores da Paixão de Cristo de Oberammergau. 
1. ↑  El misterio de Elche - UNESCO (em castelhano)